# Tigernán Ua Ruairc
Tigernán Mór Ua Ruairc (neuirisch Tighearnán Mór Ua Ruairc, anglisiert Tiernan O’Rourke; * vor 1124; † 1172) war ein König von Bréifne in Irland. Er gilt als der 19. König der Ua-Ruairc-Dynastie, welche von 964–1605 andauerte. Er war einer der Provinzkönige im Irland des 12. Jahrhunderts. Er erweiterte sein Königreich durch wechselnde Allianzen, von denen die längstdauernde jene mit Toirdelbach Ua Conchobair (Turlough O’Connor), König von Connacht und Hochkönig von Irland und dessen Sohn und Nachfolger Ruaidhrí Ua Conchobair (Rory O’Connor) war.
Er ist bekannt für seine Rolle in der Vertreibung von Diarmuid Mac Murchadha (Dermot MacMurrogh), König von Leinster, aus Irland im Jahre 1166. Mac Murchadhas folgende Anwerbung von vornehmlich cambro-normannischen Adligen, um ihm bei der Rückeroberung seines Königreichs zu unterstützen, führte zur Anglonormannischen Eroberung von Irland.

## Frühe Jahre
Ua Ruairc könnte Bréifne bereits seit 1124 regiert haben, wie es Mac Carthaigh’s Book und die Annalen der vier Meister nahelegen. Das erste beschreibt, dass er sich zu dieser Zeit mit den Königen von Meath und Leinster gegen Toirdelbach Ua Conchobair verbündet. Jedoch die Annalen von Ulster und die Annalen von Tigernach erwähnen ihn nicht vor 1128, als sie das Ausrauben und Töten einiger Personen aus der Gesellschaft des Erzbischofs von Armagh beschreiben. In den Annalen von Ulster wird es als „eine abscheuliche und beispiellose Tat von unheilvoller Tragweite“ beschrieben.
Er scheint eine Anzahl von Überfällen auf andere Territorien in den 1130er Jahren durchgeführt zu haben. 1143 assistierte er Toirdelbach Ua Conchobair bei der Ergreifung dessen Sohnes Ruaidhrí.
1144 erhielt er von Ua Conchobair die Hälfte des Ostteils des Königreichs Meath, während die andere Hälfte an Diarmuid Mac Murchadha, König von Leinster, fiel. Sowohl Ua Ruairc als auch Mac Murchadha begleiteten den Hochkönig bei einem Einfall in Munster im Jahre 1151.

## Entführung von Derbforgaill und die Anglo-Normannische Invasion Irlands
1152 wurde Ua Ruaircs Ehefrau Derbforgaill zusammen mit ihrem Vieh und ihrem gesamten beweglichen Besitz durch Diarmuid Mac Murchadha entführt, der einen feindlichen Einfall in Ua Ruaircs Territorium ausführte, hierbei unterstützt durch Toirdelbach Ua Conchobair.
Obwohl die Annalen der vier Meister angeben, dass Derbforgaill im folgenden Jahr zu Ua Ruairc zurückkehrte, war diese Angelegenheit damit noch nicht beendet.
1166 wurde gemeinsam durch Ua Ruairc, Ruaidhrí Ua Conchobair, der seinem Vater als König von Connacht und Hochkönig von Irand nachfolgte, und Diarmait Ua Maelseachlainn, König von Meath, Mac Murchadha aus Leinster vertrieben.
Trotz der 14 Jahre umfassenden Zeitspanne zwischen Derbforgaills Entführung und Mac Murchadhas Vertreibung aus Leinster bescheinigen mehrere Quellen Ua Ruaircs Rolle bei Mac Murchadhas Vertreibung als ein Verlangen nach Rache für die Entführung seiner Frau.
Mac Murchadha floh an den Hof König Heinrich II. von England, der sich zu dieser Zeit in Aquitanien aufhielt, wo er Heinrich um Hilfe zur Rückgewinnung seines Territoriums in Leinster bat. Heinrich erlaubte Mac Murchadha, Söldner unter seinen Untertanen anzuwerben. Er überredete Richard de Clare, 2. Earl of Pembroke, bekannt als „Strongbow“, ihn zu unterstützen und versprach ihm die Erbschaft Leinsters im Gegenzug.
1167 kehrte Mac Murchadha nach Leinster mit einer kleinen Schar normannischer Ritter zurück und wurde durch Ruaidhrí Ua Conchobair, Ua Ruairc und Ua Maelseachlainn geschlagen. Ihm wurde zwar erlaubt, in Irland zu bleiben, wurde aber gezwungen, 100 Unzen Gold an Ua Ruairc zu zahlen als Wiedergutmachung für die Entführung Derbforgaills sowie mehrere Geiseln an Ruaidhrí auszuhändigen. Erst mit der Ankunft von Robert FitzStephen, Hervey de Montmorency, Raymond le Gros und schließlich Strongbow selbst hatte Mac Murchadha Erfolg in der Auseinandersetzung. Ua Ruaircs Territorien in Meath wurden durch Mac Murchadha und Strongbow 1170 geplündert. Als Antwort, so berichten die Annalen von Tigernach, überzeugte Ua Ruairc Ruaidhrí Ua Conchobair, jene Geiseln zu töten, die er von Mac Murchadha ein Jahr zuvor genommen hatte.
1171 begleite Ua Ruairc Ruaidhrí bei einer erfolglosen Belagerung Dublins, das zuvor von Mac Murchada und Strongbow eingenommen worden war. Er plünderte das Gebiet um Dublin später im selben Jahr und bekämpfte erfolglos die dort stationierten Normannen unter Miles de Cogan. Bei diesem Kampf starb sein Sohn Aodh.
Nach Giraldus Cambrensis war Ua Ruairc einer der Könige in Irland, die  Heinrich II. von England Treue schworen, nachdem dieser 1171 in Irland erschien, um Kontrolle über Strongbow auszuüben.

## Tod
Nach Giraldus Cambrensis wurde Ua Ruairc durch den cambro-normannischen Ritter Griffin FitzWilliam getötet, der zur Verteidigung Hugh de Lacys und Maurice FitzGeralds antrat, welche Ua Ruairc nach erfolglosen Verhandlungen töten wollte. Dies geschah kurz nach der Abreise Heinrich II. aus Irland.
Die Annalen von Tigernach berichten jedoch, dass er 1172 durch Eoan Mer, Richard de Clare dem Jüngeren (einen Sohn Strongbows) und Domhnall, einem Sohn von Annach Ua Ruairc getäuscht und getötet wurde.
Die Annalen der vier Meister behaupten, dass sein Tod durch die Hand de Lacys und Domhnalls geschah. Sie berichten, dass er „ein Mann großer Macht für eine lange Zeit“ war.

## Nachkommenschaft
Ua Ruairc hatte mindestens drei Kinder: einen Sohn namens Maelseachlainn Ua Ruairc, der 1162 getötet wurde. einen Sohn namens Aodh Ua Ruairc, der beim Angriff Dublins umkam, und eine Tochter namens Dubhchobhlaigh, welche mit Ruaidhrí Ua Conchobair verheiratet war.